# Парк Бристол
Парк Бристол је парк у Београду у општини Савски венац.

## Локација
Парк се налази у Карађорђевој улици, а окружен је улицама Хаџи Николе Живковића и Железничком. Смештен је између старе Београдске аутобуске станице и Аутобуске станице „Ласта”. Са источне стране парка, преко Карађорђеве улице налази се Економски факултет Универзитета у Београду и други парк, Парк Лука Ћеловић. Северно од парка налази се хотел „Бристол“, по којем је овај парк и добио име.

## Парк кроз историју
Пре него што је настао, земљиште на којем се данас налази парк Бристол припадало је Луки Ћеловићу, председнику управног одбора Београдске задруге и једном од најбогатијих и најутицајнијих Срба почетком 20. века. Ћеловић је успео да добије дозволу од градских власти, да на простору данашњег парка направи башту у европском стилу и ту посади руже, дрвеће и украсне биљке, о којима се лично бринуо годинама. Тачна година оснивања парка није позната, али је он већ 1910. године био на разгледницама, што га чини једним од најстаријих паркова у Београду. Парк је у потпуности развије у периоду од 1910-1920. године. Пројектант парка није познат, али се зна да се парк првобитно звао Никољски односно парк Светог Николе, али је временом име промењено, па је он назван Парк Бристол, по хотелу поред кога се налази.
Првобитно се парк простирао од хотела „Бристол“, до Главне Железничке станице, укључујући и подручје које је некада користила стара Београдска аутобуска станица.
Када су Немци 1942. године изградили Савски мост, изградили су и приступну улицу која је поделила парк на два дела. Део парка који је остао у близини железничке станице био је срушен, како би се направила нова аутобуска станица. Када је станица проширена 1984. године, последњи остаци тог дела парка су уништени, а од првобитног садног материјала остао је само један платан, који је сађен вероватно када је парк настао. Поред платана, део степеништа које се налазе у близини Карађорђеве улице такође су из времена изградње парка од стране Луке Ћеловића.
Иако је Лука Ћеловић изградио Парк Бристол, градска влада је 2004. године парк преко пута, који се до тада звао Парк код Економског факултета, назвала Парк Луке Ћеловића, иако овај добротвор, историјски гледано, нема никакве везе са овим парком.

## Карактеристике парка
Парк Бристол покрива површину од 12.238 м2 и реновиран је 2004. године. Овај парк се издваја као битна зелена површина у Београду, не само због богате историје и чињенице да је заоставштина једног од највећих доброчинитеља Београда, већ и због његове специфичне локације. Сви посетиоци који долазе аутобусом у Београд, управо кроз овај парк ступају у град.
Као посебна вредност овог парка издваја се Крст са Малог пијаца, израђен од црвенкастог камена, споменик који датира из 1862 године. Овај споменик је београдски трговац Ћира Христић купио у Пешти и поставио га испред некадашњег хотела „Босна”, у знак сећања на Карађорђеве устанике. Након зидања зграде Београдске задруге, Лука Ћеловић је споменик преместио у овај парк.
Заједно са Возаревим крстом, Крст са Малог пијаца је један од најстаријих споменика у Београду. Од 1987. године, представља непокретно културно добро као споменик културе.